# سیارک ۲۶۴۵۹
سیارک ۲۶۴۵۹ (به انگلیسی: 26459 Shinsubin، نامگذاری:2000AD117)۲۶۴۵۹مین سیارک کشف شده‌است که در ۰۵ ژانویه ۲۰۰۰ کشف شد.